# Theodor Alexander Weber

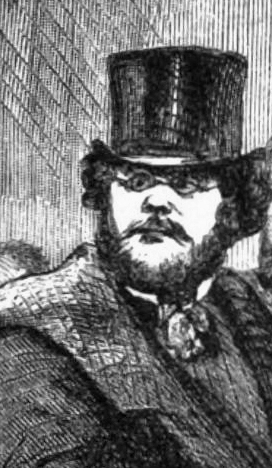
Theodor Weber, 1865. Grafik von Ludwig Löffler.

Theodor Alexander Weber (* 11. Mai 1838 in Leipzig; † März 1907 in Paris) war ein deutscher Maler.

## Leben
1853 wurde Weber mit 15 Jahren in Berlin Schüler des Marinemalers Wilhelm Krause. Durch dessen Empfehlung wurde Weber zwei Jahre später in Paris von Eugène Isabey als Schüler aufgenommen. Anlässlich der großen Ausstellung des Pariser Salons von 1861 debütierte Weber mit seinen Werken Städteansicht und Schiffbruch.
Das Werk "Schiffbruch" wurde von Weber signiert und mit 1858 datiert und hat eine stattliche Größe von 115 × 85 cm. Es befand sich sehr lange in adeligem Besitz aus dem Badischen. Von dort gelangte das aus Geldnot veräußerte und mit einem prachtvollen Rahmen versehene Gemälde zu einem hessischen Antiquitätenhändler, welcher es für DM 20.000,-- anbot. Nun ziert es das Esszimmer eines Weilburger Kaufmanns.
Als 1870 der Deutsch-Französische Krieg ausbrach, kam Weber seiner Internierung als unerwünschter Deutscher zuvor und ging nach London ins Exil. Ab 1874 lebte und wirkte Weber in Brüssel, im Sommer 1883 ließ er sich wieder in Paris als freischaffender Künstler nieder.
Im Gegensatz zum skizzenhaften Realismus legte Weber in seinem gesamten künstlerischen Werk das Hauptgewicht auf solide Malweise und korrekte Zeichnung.

## Werke (Auswahl)
- Die Ebbe in Ostende

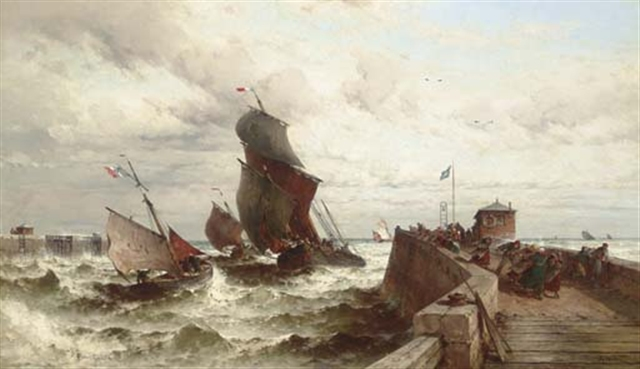
Hafeneinfahrt bei Sturm

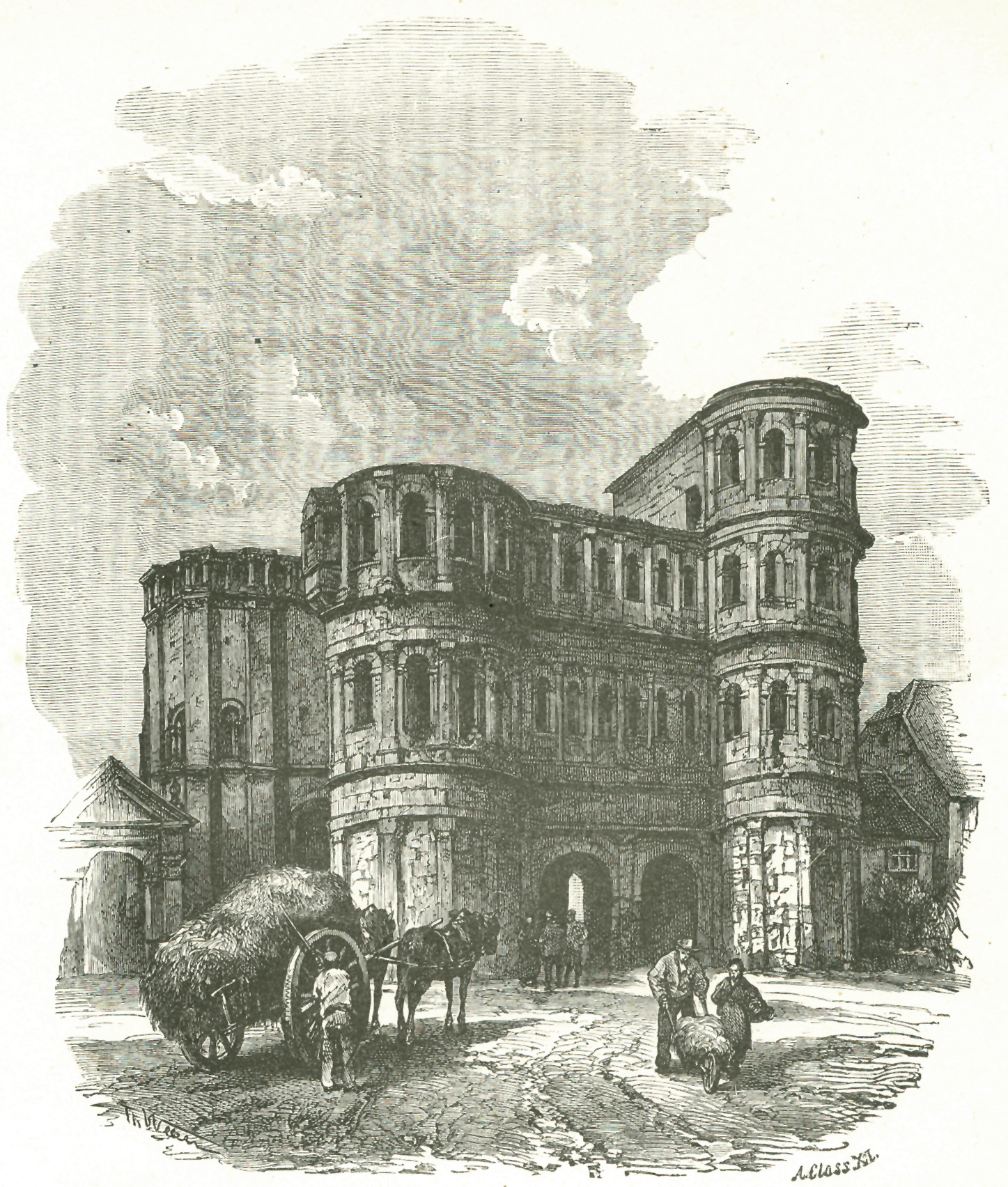
Porta nigra in Trier. Gezeichnet von Theodor Weber. Xylographie von A. Cloß.

- Das belgische Postschiff zwischen Ostende und Dover
- Die Ausfahrt der Fischer in Ostende
- Die Ankunft des französischen Postdampfers zu Dover
- Im Hafen zu Vlissingen
- Schiffbruch in der Bucht von Douarnenez
- Ansicht aus Tréport
- Schiffbruch bei Dieppe
- Das Schloß der heil. Elisabeth zu Jersey
- Die letzte Woge
- Die Ufer der Seine bei Bougival
- Die Felsen von Leide im Busen von Douarnenez
- Krabbenfischer an den Küsten der Bretagne bei Roscoff
- Heringsfischerei im Kanal
- Schiffbruch der englischen Brigg Euphemia bei Tréport (im Museum zu Avignon)
- Das Rettungsboot
- Die Küste von Blankenberghe
- Die Einfahrt in den Hafen von Blankenberghe